# NBA 2K21
《NBA 2K21》是由Visual Concepts开发、2K Sports发行的一款以NBA聯賽为蓝本的篮球模擬遊戲。本作是NBA 2K系列的第22部作品，也是《NBA 2K20》的后续作品。游戏于2020年9月4日登陆Microsoft Windows、任天堂Switch、PlayStation 4、Xbox One和Google Stadia，于2020年11月12日登陆PlayStation 5和Xbox Series X/S。
《NBA 2K21 Arcade版》於2021年4月2日登陸Apple Arcade。